# Charles-Guillaume Étienne

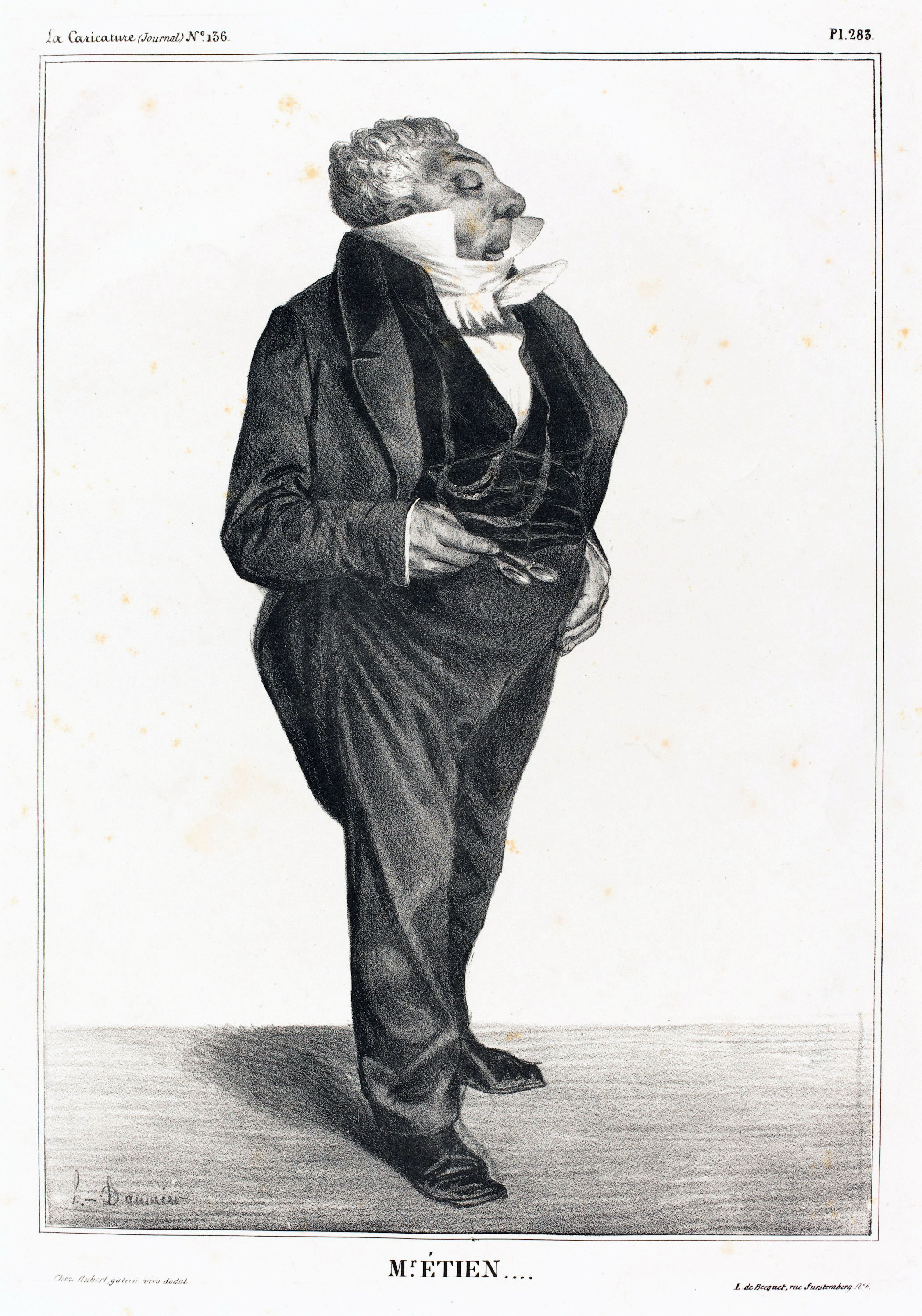
Karikatyr, Honoré Daumier, 1833.

Charles-Guillaume Étienne, född 5 januari 1777 i Chamouilley, död 13 mars 1845 i Paris, var en fransk författare.
Étienne var under Napoleontiden högt uppburen som lustspelsförfattare och operalibrettist. Bland hans verk märks lustspelen Bruis et Palaprat (1807) och Les deux gendres (1810), bägge översatta till svenska 1814, och operalibrettot till Joconde (1814). Mest känd blev dock Étienne som författare till de 221 deputerades mot Jules de Polignacs regering riktade svarsadress 1830, som tände gnistan till julirevolutionen. Hans samlade arbeten utgavs 1846-1853 med en biografi av Léon Thiessé.